# Courtney Alexander
Courtney Jason Alexander (Bridgeport, Connecticut, 27 de abril de 1977) es un exbaloncestista profesional estadounidense. Con 1,96 metros de estatura, jugaba en la posición de escolta.

## Carrera

### High School y Universidad
Tras jugar en el C.E. Jordan High School, en Durham, Carolina del Norte se matriculó en la Universidad de Virginia, y más tarde se matriculó en la de Fresno State.

### NBA
Courtney Alexander fue elegido el n.º13 en el Draft de la NBA de 2000 por Orlando Magic, pero fue traspasado directamente a Dallas Mavericks donde jugó la temporada 2000-01.  Al término de la misma fue incluido en el segundo mejor quinteto de rookies de la NBA.
Después de jugar en Dallas, fichó por Washington Wizards durante la temporada 2001-2002. Su mejor actuación fueron los 33 puntos anotados ante Toronto Raptors el 18 de abril de 2001
Tras finalizar la temporada en Washington, fichó por New Orleans Hornets donde jugó la temporada 2002-03, llegando a jugar 66 partidos.
A finales de 2004, fichó por Sacramento Kings pero fue cortado sin disputar un solo encuentro. 
El 8 de octubre de 2006 firmó con Denver Nuggets un acuerdo durante 3 temporadas, pero fue despedido el 15 de octubre sin llegar a debutar.

## Estadísticas de su carrera en la NBA

### Temporada regular
| Año     | Equipo      | PJ  | PT | MPP  | %TC  | %3P  | %TL  | RPP | APP | ROB | TPP | PPP  |
| ------- | ----------- | --- | -- | ---- | ---- | ---- | ---- | --- | --- | --- | --- | ---- |
| 2000–01 | Dallas      | 38  | 6  | 12.4 | .348 | .300 | .733 | 1.7 | .6  | .4  | .1  | 4.2  |
| 2000–01 | Washington  | 27  | 18 | 33.7 | .448 | .389 | .857 | 3.0 | 1.5 | 1.1 | .1  | 17.0 |
| 2001–02 | Washington  | 56  | 28 | 23.7 | .470 | .278 | .810 | 2.6 | 1.5 | .6  | .1  | 9.8  |
| 2002–03 | New Orleans | 66  | 7  | 20.6 | .382 | .333 | .808 | 1.8 | 1.2 | .5  | .1  | 7.9  |
| Total   | Total       | 187 | 59 | 21.7 | .422 | .339 | .813 | 2.2 | 1.2 | .6  | .1  | 9.0  |

### Playoffs
| Año   | Equipo      | PJ | PT | MPP | %TC  | %3P   | %TL  | RPP | APP | ROB | TPP | PPP |
| ----- | ----------- | -- | -- | --- | ---- | ----- | ---- | --- | --- | --- | --- | --- |
| 2003  | New Orleans | 5  | 0  | 7.8 | .438 | 1.000 | .750 | .8  | .2  | .4  | .0  | 3.6 |
| Total | Total       | 5  | 0  | 7.8 | .438 | 1.000 | .750 | .8  | .2  | .4  | .0  | 3.6 |